# Episodi di Giorno per giorno (serie televisiva 2017) (terza stagione)
La terza stagione della serie televisiva Giorno per giorno, composta da 13 episodi, è stata interamente pubblicata a livello internazionale sul servizio on demand Netflix l'8 febbraio 2019.
| n° | Titolo originale              | Titolo italiano             | Pubblicazione USA | Pubblicazione Italia |
| -- | ----------------------------- | --------------------------- | ----------------- | -------------------- |
| 1  | The Funeral                   | Il funerale                 | 8 febbraio 2019   | 8 febbraio 2019      |
| 2  | Outside                       | Dentro e fuori              | 8 febbraio 2019   | 8 febbraio 2019      |
| 3  | Benefit with Friends          | Benefici con gli amici      | 8 febbraio 2019   | 8 febbraio 2019      |
| 4  | Hermanos                      | Fratello e sorella          | 8 febbraio 2019   | 8 febbraio 2019      |
| 5  | Nip It in the Bud             | Una botta e via             | 8 febbraio 2019   | 8 febbraio 2019      |
| 6  | One Valentine's Day at a Time | Un san Valentino alla volta | 8 febbraio 2019   | 8 febbraio 2019      |
| 7  | The First Time                | La prima volta              | 8 febbraio 2019   | 8 febbraio 2019      |
| 8  | She Drives Me Crazy           | Lei mi fa impazzire         | 8 febbraio 2019   | 8 febbraio 2019      |
| 9  | Anxiety                       | Ansia                       | 8 febbraio 2019   | 8 febbraio 2019      |
| 10 | The Man                       | Il padrone                  | 8 febbraio 2019   | 8 febbraio 2019      |
| 11 | A Penny and a Nicole          | Un penny e un nichelino     | 8 febbraio 2019   | 8 febbraio 2019      |
| 12 | Drinking and Driving          | Bere e guidare              | 8 febbraio 2019   | 8 febbraio 2019      |
| 13 | Ghosts                        | Fantasmi                    | 8 febbraio 2019   | 8 febbraio 2019      |

## Il funerale
- Titolo originale: The Funeral
- Diretto da: Phill Lewis
- Scritto da: Debby Wolfe

### Trama
Al funerale di una zia, Penelope prova a porre fine ad una faida tra Lydia e sua sorella mentre Elena si domanda se sua cugina sia gay.

## Dentro e fuori
- Titolo originale: Outside
- Diretto da: Pamela Fryman
- Scritto da: Gloria Calderón Kellett e Mike Royce

### Trama
Penelope scopre l'account segreto di Alex su Instagram e ha una conversazione con lui sul rispetto per le donne.

## Benefici con gli amici
- Titolo originale: Benefit with Friends
- Diretto da: Angela Gomes
- Scritto da: Sebastian Jones

### Trama
Elena si preoccupa per la salute di Lydia. Penelope inizia a provare qualcosa per un vecchio amico. Schneider incontra qualcuno all'asta scolastica.

## Fratello e sorella
- Titolo originale: Hermanos
- Diretto da: Phill Lewis
- Scritto da: Becky Mann e Audra Sielaff

### Trama
La famiglia Alvarez va in vacanza e il fratello di Penelope si mostra, creando tensione.

## Una botta e via
- Titolo originale: Nip It in the Bud
- Diretto da: Phill Lewis
- Scritto da: Dan Signer

### Trama
Alex convince Penelope di lasciarlo andare ad un concerto ma lo segue e lo sorprende mentre fuma uno spinello.

## Un San Valentino alla volta
- Titolo originale: One Valentine's Day at a Time
- Diretto da: Phill Lewis
- Scritto da: Dan Hernandez e Benji Samit

### Trama
Diverse coppie vengono intrappolate dalla pioggia nell'appartamento, facendo salire tensioni.

## La prima volta
- Titolo originale: The First Time
- Diretto da: Phill Lewis
- Scritto da: Michelle Badillo e Caroline Levich

### Trama
Penelope scopre che Elena ha preso una stanza d'albergo per lei e Syd. Lydia prova a comprare nuove sneaker per Alex.

## Lei mi fa impazzire
- Titolo originale: She Drives Me Crazy
- Diretto da: Todd Grinnell
- Scritto da: Andy Roth

### Trama
Elena inizia ad imparare a guidare per il Dr. Berkowitz. Penelope e Lydia discutono del "bouquet di desideri" di Lydia.

## Ansia
- Titolo originale: Anxiety
- Diretto da: Kimberly McCullough
- Scritto da: Janine Brito

### Trama
Penelope lotta con attacchi di panico e si confida col suo gruppo di terapia.

## Il padrone
- Titolo originale: The Man
- Diretto da: Kimberly McCullough
- Scritto da: Becky Mann e Audra Sielaff

### Trama
Lydia trova l'erba di Alex. Per far piacere al padre in visita, Schneider prende una decisione drastica.

## Un penny e un nichelino
- Titolo originale: A Penny and a Nicole
- Diretto da: Phill Lewis
- Scritto da: Sebastian Jones e Debby Wolfe

### Trama
Victor introduce la sua fidanzata alla sua famiglia. Penelope chiacchiera con Mateo.

## Bere e guidare
- Titolo originale: Drinking and Driving
- Diretto da: Gloria Calderón Kellett
- Scritto da: Dan Signer e Andy Roth

### Trama
Penelope confronta Schneider dopo un incontro con Alex. Il Dr. Berkowitz prova a cercare un regalo per Lydia.

## Fantasmi
- Titolo originale: Ghosts
- Diretto da: Gloria Calderón Kellett
- Scritto da: Gloria Calderón Kellett e Mike Royce

### Trama
Al matrimonio di Victor, Penelope parla con suo padre ed Elena si confida con Alex. Il Dr. Berkowitz dà a Lydia il suo regalo. 